# 京成リテーリングネット
京成リテーリングネット株式会社は、千葉県船橋市に本社を置き、京成松戸線の各駅構内で売店を運営する京成グループの企業。

## 概要
元々は新京成電鉄の子会社であり、当初営業していた売店は「SKショップ」と称していた。またそのほかに、コンビニタイプの売店「キャロットショップ」も運営していたが、新京成とセブン-イレブン・ジャパン（SEJ）との提携に伴い店舗をセブン-イレブンに転換していくことになった。
売店は以前は京成電鉄の管理する京成津田沼駅を除く新京成線全駅にあったが、その後一部の店舗は廃止され、セブン-イレブン転換前時点にはすでに全駅にはない状況であった。営業時間は店舗ごとに異なり、終日営業の店舗、午前のみ営業の店舗があった。かつては午後のみ営業する店舗もあった。かつては北習志野駅の東葉高速鉄道コンコースと東葉高速線ホーム、および船橋日大前駅にも店舗があったが2013年6月末で全店閉店し、東葉高速鉄道からは完全撤退した。
2006年3月から2018年3月末まで、ホームの監視業務、駅舎の清掃業務を新京成電鉄から受託して行っていた。また、新京成タクシーより継承した新津田沼駐車場にて駐車場を運営していたが、エスピー産業（現・京成不動産駐車場事業部）に移管されている。
同社の店舗でのみ発売している独自デザインのパスネットも販売されていた（現在はPASMOへ移行のためパスネット自体が販売終了されている）。

## 沿革
- 1974年（昭和49年）3月20日 - 設立。設立時の社名は下総緑地株式会社（しもうさりょくち）で、種苗販売・造園業の会社であった。
- 1981年（昭和56年）8月11日 - 下総興業株式会社（しもうさこうぎょう）改称。
- 2000年（平成12年）8月1日 - 新京成タクシーを吸収合併。ただしタクシー事業は継承せず。
- 2006年（平成18年）3月1日 - スタシオン・セルビス株式会社に改称。
- 2013年（平成25年）
  - 10月30日 - 新京成電鉄がセブン-イレブン・ジャパン（SEJ）との提携を発表[1][2]。
  - 12月5日 - 新津田沼駅に提携店舗第一号店を出店[1]。
- 2018年（平成30年）5月10日 - 新京成リテーリングネット株式会社へ改称[3]。
- 2025年（令和7年）4月1日 - 京成リテーリングネット株式会社へ改称。

## キャロットショップ
自社ブランドのコンビニエンスストア。松戸駅（上本郷駅寄り乗換口、閉店済）、常盤平駅（改札付近）、北習志野駅（ホーム）、新津田沼駅（改札内コンコース、閉店済）にあった。常盤平駅を除き、改札内にあった。

## 新京成によるセブン-イレブン・ジャパンとの提携
2013年10月30日に新京成電鉄がセブン-イレブン・ジャパン（SEJ）と提携（エリアフランチャイズ化）したことに伴い、スタシオン・セルビス（当時）が運営する駅構内の施設内に順次展開するとしていた。ただし駅構内に売店がない駅については言及されていなかった。

## 備考

### 前社名について
「スタシオン」は「駅(station)」、「セルビス」は「サービス(service)」をフランス風に発音した言葉。フランス語でstationは主に「立つ」「止まる」という意味であるが、地下鉄の駅などもstationと称する（仏語版の当該記事参照）。ちなみに、一般的な鉄道駅は「gare(ガール)」である。
なお、フランス語では、「Station Service」はガソリンスタンドのことである（英語の「サービスステーション」（service station）に由来する。詳細はフランス語版の当該記事参照）。

### 他の京成グループ内他社の類似会社
京成グループ内には京成電鉄と北総鉄道沿線においてファミリーマート（旧am/pm）を展開するコミュニティー京成がある。2022年に新京成電鉄が京成電鉄の完全子会社化されたことに伴い、2023年4月1日に非運輸系子会社は当社を除き京成電鉄の同業子会社にそれぞれ吸収合併されたが、当社は提携先が異なることからこの時点では見送られ、2025年4月1日の京成電鉄による新京成電鉄の吸収合併においても当社の社名が変更されるのみとなった。